# Peter Arne
Peter Arne, född Peter Randolph Michael Albrecht 29 september 1920 i Kuala Lumpur, Förenade malajstaterna, död 1 augusti 1983 i Knightsbridge, London, var en brittisk skådespelare.

## Roller i urval
- 1955 – De flögo österut
- 1958 – En iskall i Alexandria
- 1958 – Uppdrag att mörda
- 1960 – Revansch på Hellfire Club
- 1961–1966 – The Avengers (TV-serie)
- 1964 – Helgonet (TV-serie)
- 1966 – Khartoum
- 1968 – Chitty Chitty Bang Bang
- 1971 – Straw Dogs
- 1972 – Pope Joan
- 1974 – Den Rosa Pantern kommer tillbaka
- 1977 – Ödets hand
- 1979 – Hemliga armén (TV-serie)
- 1982 – Victor/Victoria
- 1982 – Jakten på Rosa Pantern
- 1983 – Rosa Panterns förbannelse